# Isabel Hardwich
Isabel Helen Hardwich MIEE Ceng MInstP, de soltera Cox, (Streatham, 19 de septiembre de 1919 – Trafford, 19 de febrero de 1987) fue una ingeniera eléctrica inglesa, experta en fotometría y miembro y presidenta de la Women's Engineering Society.

## Biografía
Isabel Helen Cox nació el 19 de septiembre de 1919 en Streatham, Londres. Asistió a la escuela primaria Furzedown y la escuela secundaria Streatham (ambas escuelas del County Council de Londres). Fue aceptada en Newnham College, Cambridge, para estudiar Ciencias Naturales, donde estudió desde 1938 hasta 1941 y se especializó en física. En 1941, se unió a la empresa Metropolitan ‑ Vickers Electrical Company Ltd (Metropolitan ‑ Vickers), en Stretford, Mánchester, completando un curso de aprendizaje universitario inicial de dos años en ingeniería. En 1942, se unió a la Institución de Ingenieros Eléctricos (IEE, ahora Institución de Ingeniería y Tecnología) como miembro asociada. En 1945, recibió su maestría de Newnham, y el 23 de febrero de 1945, fue elegida para una beca de la Sociedad de Física de Londres, ahora Instituto de Física. En el mismo año, se casó con John Norman Hardwich, quien en ese momento trabajaba como ingeniero en el Laboratorio de Investigación de Alto Voltaje en Metropolitan ‑ Vickers. Era asociado y partidario de la Women's Engineering Society, y compartía la gestión del hogar para permitir que Isabel siguiera trabajando en Metropolitan ‑ Vickers.

## Carrera profesional
Después de completar su aprendizaje, Hardwich trabajó en el Departamento de Investigación de Metropolitan ‑ Vickers, convirtiéndose en una de los miembros originales del equipo del microscopio electrónico. Después de un año y medio trabajando en este proyecto, cambió su enfoque y comenzó a construir un laboratorio fotométrico, que lamentablemente se dañó gravemente en un incendio. Luego trabajó en el establecimiento de un gran espectrómetro ultravioleta-visible, y más adelante en el diseño de un espectrómetro de rayos X. Se convirtió en miembro de la Illuminating Engineering Society en 1947, se unió al Comité del Centro de Mánchester de la sociedad en 1948 y participó en los sub-comités de educación y documentación. En 1950, fue elegida miembro de pleno derecho de la EEI.
En 1959, Hardwich estaba trabajando con berilio para encontrar el método óptimo de refinarlo, fundirlo y soldarlo, para su uso en latas con uranio enriquecido dentro de reactores nucleares. Como la mayoría del personal, dio clases a tiempo parcial en el Instituto de Ciencia y Tecnología de la Universidad de Mánchester y en el Royal College of Advanced Technology de la Universidad de Salford. En mayo de 1960, se puso a cargo del empleo y la formación de las mujeres técnicas dentro del departamento de investigación de la empresa. Ella asumió el cargo tras la jubilación de Beryl May Dent como líder de sección para las mujeres en el departamento de investigación. A lo largo de su carrera, hizo campaña para educar, reclutar y apoyar a mujeres jóvenes en la industria para llegar a ser ingenieras profesionales. Fue la única mujer ingeniera delegada en la conferencia IEE celebrada en Belfast en mayo de 1963. Desempeñó un papel clave en las primeras seis conferencias internacionales de mujeres ingenieras y científicas, particularmente en la organización de la segunda conferencia celebrada en Cambridge en 1967.
Hardwich destacó por su participación en la Women's Engineering Society. Se unió en 1941 y ayudó a establecer su sucursal en Mánchester el año después, junto con su gran amiga, la ingeniera de motores Elsie Eleanor Verity, y Dorothy Smith, una colega de Metropolitan ‑ Vickers. Posteriormente, fue presidenta de la sesión de 1947 a 1948. Como presidenta, pronunció la primera charla organizada por la sucursal de Mánchester en ese año, un discurso titulado "Ilumina nuestra oscuridad", que introdujo la teoría de la relatividad. Fue editora de la revista de la sociedad, The Woman Engineer, de 1952 a 1956. Luego fue vicepresidenta de la sociedad de 1956 a 1960 y presidenta de 1961 a 1962, sucediendo a Madeleine Nobbs en dicho rol y siendo sucedida a su vez por Cicely Thompson. De 1966 a 1973, fue secretaria honoraria de la sociedad. También fue elegida miembro de la Sociedad de Mujeres Ingenieras, habiendo sido miembro desde 1962. Hardwich se retiró en 1979.

## Muerte y legado
Hardwich murió el 19 de febrero de 1987 en su casa de Flixton, un suburbio de Trafford, Gran Mánchester. El funeral y el internamiento se llevó a cabo el 26 de febrero de 1987 en el crematorio de Mánchester. Su archivo se encuentra en la Institución de Ingeniería y Tecnología. La Women's Engineering Society otorga la medalla Isabel Hardwich, nombrada en su honor, desde 1987. Esta condecoración se le da miembros que hayan hecho una contribución destacada y sostenida a la Sociedad durante varios años y "hayan ido más allá del deber". Entre las galardonadas podemos mencionar a las siguientes: